# Бианка Джована Сфорца
Вижте пояснителната страница за други личности с името Бианка.
Бианка Джована Сфорца (на италиански: Bianca Giovanna Sforza; ок. 1482, Лоди; † 23 ноември 1496, Милано, Миланско херцогство), или само Бианка, е господарка на Бобио, Вогера и Кастел Сан Джовани и фаворитка на мащехата си Беатриче д’Есте.

## Произход
Тя е извънбрачна дъщеря, впоследствие узаконена, на миланския херцог Лудовико Сфорца „Мавъра“ и на метресата му Бернардина де Корадис. Има двама полубратя от брака на баща си – Ерколе Масимилиано Сфорца, 8-и херцог на Милано (1512 – 1515 и 1529 – 1530), принц на Павия, и Франческо Мария II Сфорца, 9-и херцог на Милано (1521 – 1524, 1525 – 1526 и 1529 – 1535), седем братя и сестри от негови извънбрачни връзки, както и няколко полубратя и полусестри от брака на майка си.

## Биография
Има малко информация относно детството ѝ: през 1485 г., на 3-годишна възраст, е обещана за жена на новия фаворит на баща си, красивия Галеацо Сансеверино – кондотиер, който се радва на най-голямо уважение от Лудовико.
С диплома от 8 ноември 1489 г. братовчедът и херцог на Милано Джан Галеацо Мария дава правомощието да легитимира "Dominam Johannam Blancam" на пфалцграф Антонио Джентили, съпруг на майка ѝ Бернардина. От тази диплома става ясно, че истинското име на момиченцето е Джована, въпреки че всички я наричат с второто ѝ име Бианка.
На 14 декември 1489 г., чрез нотариуса Антонио Дзунико, Лудовико легитимира дъщеря си в замъка на Виджевано и в същото време официализира брака ѝ с Галеацо Сансеверино, станал негов генерален капитан, като ѝ дава за зестра престижните графства Бобио и Вогера и Сеньория Кастел Сан Джовани и Вал Тидоне.
В акта на нотариуса Антонио Дзунико изрично се посочва, че Лудовико Мавърът, херцог на Бари, обещава „на прославения могъщ маркиз и войник г-н Галеацо Сфорца Висконти ди Сан Северино и т.н. гореспоменатата негова любима дъщеря чрез женитба, с намерението да му я даде за жена, щом тя навърши пълнолетие“ . Около месец по-късно, на 10 януари 1490 г., в замъка Порта Джовия Галеацо празнува сватбата с малката Бианка. Желанието да угоди на фаворита си Галеацо и същевременно да осъществи амбицията си да разшири феодалните си владения, натежава върху решенията на Мавъра. Всъщност е ясно, че в този брак той поставя проекта за обединяване на господството си върху цялата територия, отнета от рода Дал Верме след отравянето на граф Пиетро II Дал Верме през 1485 г.: двамата съпрузи, Бианка с Бобио, Вогера и Кастел Сан Джовани, и Галеацо, владетел на Кастелнуово Скривия, на когото биват дарени земите на Дал Верме в Олтрепо и във Вал Тидоне (Дзаватарело, Рока д'Олджизио, Пианело Вал Тидоне, Романиезе, Пекорара и нейната долина и други владения), експроприирани от Мавъра, ще осигури в бъдеще, като наследници, контрол над цялата област, търговски излаз към морето и стратегически военен гарнизон. Що се отнася до Бобио, е сигурно, че Сансеверино, като командир на херцогската армия, е бил лично отговорен за военната защита на замъка, който е бил крепостта на Дал Верме.
Очевидно, предвид крехката възраст на булката, бракът е останал чисто номинален в продължение на много години, без да бъде консумиран. През този период Бианка продължава да живее в двора, в замъка Порта Джовия или в други семейни резиденции, почитана и глезена от всички, особено от мащехата си Беатриче д'Есте. Беатриче, малко по-голяма от нея (през 1491 г., когато се омъжва за Лудовико, тя е на петнадесет години), я привлича към себе си още от първия ден на пристигането си в Милано, отнасяйки се с нея като със сестра. Бианка винаги е до мащехата си на всички официални поводи, на второ място по чест: през 1493 г. тя се качва с нея на триумфалната карета, поставена за сватбата на Бианка Мария Сфорца с император Максимилиан I. През 1494 г. тя я придружава до Асти за тържественото посрещане на французите и е втората след Беатриче, която целува крал Шалр VIII в знак на поздрав.
От частните писма за кореспонденция между дворовете на Милано и Ферара се знае, че Бианка Джована много е обичала своите полубратя и че лично се е грижела за тях. Малкият Франческо, вторият син на Беатриче, е бил особено близък с нея: още като новороден се разболя тежко и сякаш се съживява едва когато я вижда. Малкият Ерколе Масимилиано, най-големият син на Беатриче, е имал задачата да убеди Бианка да вземе лекарството си. Известно е също, че Бианка поддържала връзка с майка си Бернардина, при която отива през пролетта на 1495 г., за да лекува полусестра си Маргарита (дъщеря на пастрока ѝ), която е била сериозно болна.
Франческо Малагуци Валери предлага портрет на невинна и крехка подрастваща, обезпокоена от общия аморален дворцов климат и от неукрепващите семейни събития, на които е била свидетелка (мрачната смърт на братовчед ѝ Джан Галеацо, любовниците на баща ѝ, конфликтите с Изабела Арагонска и др.). В тази връзка той пише, че „прекалено силните емоции на придворния живот и ранния брак навредиха на слабия нрав“. Всъщност „малката Бианка, подобно на много други нейни спътници, веднага е била хвърлена в опасния водовъртеж на дворцовия живот и светските удоволствия“.

### Брак и внезапна смърт
Едва на 20 юни 1496 г. Лудовико Мавърът се съгласява с "transductio ad maritum" за Бианка, тоест младата жена да се премести да живее в същия дом като съпруга си: окончателен акт на брачни практики. В сонет на Бернардо Белинчони съпрузите са прославени в обстановката на миланския двор на върха на неговия блясък: тук Бианка е определена като „феникс“, за да се издигнат нейните духовни качества.
Около десет дни след сватбата, в началото на юли 1496 г., Бианка се разболява и боледува до края на месеца, когато подобрението на здравето ѝ я кара да отиде в манастир. Само няколко дни по-късно тя получава рецидив и не се възстановява до началото на октомври, когато отива във феодалното си владение във Вогера, любезно посрещната и почитана от благородниците и местното население. Почти по същото време Галеацо също се разболява доста сериозно от маларийна треска, която продължава през септември и октомври, което му пречи да участва в политическите практики между неговия тъст и император Максимилиан I Хабсбург.
Обратно в Милано, Бианка отново се разболява през ноември. През тези дни Лудовико и Беатриче са отишли във Виджевано и след това в Павия, където очакват пристигането на императора, който се връща в Германия. Галеацо вече е възстановен и затова отива във Виджевано, за да се сбогува със свекърите си, но след като получава новината за рецидива на жена си, веднага изтичва в Милано, за да бъде близо до нея. 14-годишната Бианка обаче умира на 23 ноември след внезапно влошаване.
Смъртта ѝ засяга тежко всички, но най-вече баща ѝ, съпруга и мащехата ѝ, които са много натъжени от нея. Всъщност, въпреки че е в напреднала бременност, новината за смъртта не е скрита от Беатриче, а напротив – тя е уведомена първа и от нея зависи да реши как да съобщи на Лудовико, без да го разстрои. В писмото, което Беатриче пише на сестра си Изабела, не толкова за да съобщи за смъртта на доведената си дъщеря (която очевидно вече ѝ е била съобщена от Лудовико), а по-скоро за да даде воля на скръбта си.
Връзката между двете млади жени е много близка, те се срещат на партита или церемонии, винаги съчетани във великолепие и елегантност; може би тези съвсем скорошни нещастия компрометират бременността на Беатриче, която умира при раждане малко повече от месец по-късно – на 2 срещу 3 януари, хвърляйки съпруга си в отчаяние. Внезапната смърт и на двете се отразява на и без това разклатената власт на Лудовико, който дълго време показва признаци на психическа нестабилност и мании.
Самият Галеацо Сансеверино изразява дълбоката си скръб от смъртта на съпругата си и се заключва във влажни зали в замъка на Милано, вредни за здравето му, вече отслабено от неотдавнашното сериозно заболяване, продължило през септември и октомври. Някои от придворните на Лудовико, а именно кастеланът Бернардино да Корте, първият секретар Бартоломео Калко и архиепископът на Милано, много притеснени за него, го посещават и го намират „толкова жестоко бит и повален [ ...] пълен със сълзи и ридаещ така, че почти не можеше да изрази думите на болката“. Няколко дни по-късно те се връщат заедно с епископа на Пиаченца, за да убедят Галеацо да се присъедини към своя тъст Лудовико в Павия, който в онези дни трябва да отиде в Парма, за да посрещне император Максимилиан, тъй като иска да има своя син свекър с него, за да се утеши в мъката, но Галеацо отказва, като каза, че не може да напусне стаята поради голямата си болка, но ако Лудовико му нареди да го направи, той ще отиде при него „с език на земята“ – драматичен жест на покаяние. Все пак Бернардино да Корте успява да го убеди да напусне залите си и да се премести в по-здравословната провинциална резиденция в Абиатеграсо, за да не се разболее.

## Брак и потомство
∞ 1496 за Галеацо Сансеверино (* ок. 1460; † 25 февруари 1525, Павия), маркиз на Кастелнуово Скривия и на Бобио, граф на Каяцо, Кастел Сан Джовани, Вал Тидоне и Вогера, велик коняр на Франция, от когото няма деца.

## Лицето на Бианка Сфорца, свързано с Леонардо да Винчи
В картината върху пергамент от 1495 г. Красивата принцеса, приписвана на Леонардо да Винчи или на Амброджо де Предис, някои учени разпознават портрета на Бианка Джована. Всъщност тя изобразява профила на много младо момиче, облечено в златна камора с червеникави ръкави, със зелено палто със сложни орнаменти отгоре, според миланската мода от този период. Русата му коса е оформена в типичната коазона, т.е. каталонската плитка, въведена в Милано може би още през 1489 г. от Изабела Арагонска, но нестанала модерна преди пристигането в двора през 1491 г. на Беатриче от 'Есте, която, свикнала да прави косата си по този начин от детството, я разпространява сред всички милански аристократки. Прическата е завършена от еднакво златиста шапка, хваната на челото с проста линия. Забелязва се и липсата на бижута, подобаващо на младата възраст на благородничката. Както облеклото, така и възрастта предполагат идентифицирането на изображението с Бианка Джована; ако е странно, че тя, дъщеря на баща, известен с тъмната си кожа и доста тъмната си коса, за да заслужи прякора „Мавъра“, може да е била руса и със светли очи, то нека си помислим, че в семейство Сфорца е имало много хора със светли нюанси на косата и кожата, като херцог Джан Галеацо и Отавиано Мария Сфорца, които може би са ги наследили от Бианка Мария Висконти, и че самият Ерколе Масимилиано, син на Лудовико Мавъра и Беатриче, е бил рус.
Тази идентификация се разминава с тази, теоретизирана от изследователка от Савона Карла Глори, който идентифицира Бианка с Мона Лиза, нарисувана на фона на Бобио (по-точно с момичето в портрета под портрета в Лувъра, „реконструиран в лабораторията“ от Паскал Кот, на която Мона Лиза би представлявала последваща преработка на Леонардо за „автомимезис“). Гори подчертава биографичната и символична връзка на Франческа Дал Верме, дъщеря на кондотиера Пиетро II Дал Верме, с крепостта на Бобио, принадлежала на нейния баща Пиетро, проектирайки „историческата мистерия“ и върху легендарната Мона Лиза. Що се отнася до историята на Бобио, дарението на двамата съпрузи на териториите Бобио и Вогера и близката Вал Тидоне е свързано с прецизен стратегически план за притежание и военна защита на една логистично важна територия, в която се намира замъкът Маласпина-Дал Верме представлява най-важното, като крепост и кръстопът към Генуа и морето. От друга страна заселването на Бианка и на нейния съпруг в тези земи може би е предвещавало по-тайна емоционална логика от страна на Лудовико Мавъра: Галеацо – маркиз на Кастелнуово Скривия и господар на Вал Тидоне, и Бианка – господарка на Бобио и Вогера се установяват по този начин в близост до Тортона, където майка ѝ Бернардина е била омъжена за А. Джентили, родом от Тортона.